# 香港城市大學專業進修學院

香港城市大學專業進修學院校徽

香港城市大學專業進修學院是城大附屬教學機構。

## 歷史
於1991年成立的香港城市大學專業進修學院以提供專業及終身教育為機構目標，並在專業訓練、人才培訓及個人發展方面提供各類進修途徑，以符合社會及科技發展的需要，為有意進修的人士提供升學及進修機會。學院與海外大學合作開辦學士學位銜接課程。學院畢業生人數已超過26,000名。2017/18學年開辦的學士學位銜接課程中，16個課程已獲「香港學術及職業資歷評審局」認可。
近年學院與多家英國大學合作，在香港開辦「三年制英國大學榮譽學士學位課程」，提供商業行政、語文傳意、社會科學及商業資訊科技等課程。這些課程被香港學術及職業資歷評審局確認為學術資歷的第五級，等同於本地大學的學位資歷水平。擁有該資歷的學生能夠申請政府的獎學金、助學金及免息貸款，並在畢業後申請政府職位或升讀本地及海外大學的碩士學位課程。
城大計劃於2025至26學年起停辦專業進修學院，意味城大旗下將不再有自資院校。

## 校址
- 城大教學中心：九龍塘達之路香港城市大學李達三葉耀珍學術樓2樓2410室
- 尖沙咀東教學中心：尖沙咀東麼地道77號華懋廣場UG2和UG3樓

## 課程範圍（與下列海外大學合辦）
考文垂大學
- 商業資訊科技榮譽理學士（三年全日制）

德蒙福特大學
- 商業行政及管理榮譽文學士（三年全日制）
- 公共行政及管理

愛丁堡納皮爾大學
- 會計及財務
- 款待及服務管理
- 市場營銷管理
- 旅遊及航空管理

牛津布魯克斯大學
- 國際商業管理

雪菲爾哈倫大學
- 應用社會科學榮譽文學士（三年全日制）

中央蘭開夏大學
- 英語國際企業傳意榮譽文學士（三年全日制）
- 國際商業傳意（中文）榮譽文學士（三年全日制）
- 國際商業傳意（日語）榮譽文學士（三年全日制）